# Critérium du Dauphiné 2022
Critérium du Dauphiné 2022 var den 74. udgave af det franske etapeløb Critérium du Dauphiné. Cykelløbets otte etaper blev kørt fra 5. til 12. juni 2022.
Slovenske Primož Roglič fra Team Jumbo-Visma vandt løbet. Rogličs danske holdkammerat Jonas Vingegaard kom på løbets andenplads og vandt sidste etape.

## Etaperne
| Etape    | Dato     | Start – Mål                              | type              | Afstand (km) | Elevation (m) | Etapevinder       | Førende rytter    |
| -------- | -------- | ---------------------------------------- | ----------------- | ------------ | ------------- | ----------------- | ----------------- |
| 1. etape | 5. jun.  | La Voulte-sur-Rhône – Beauchastel        | kuperet etape     | 191,8        | 2.473 m       | Wout van Aert     | Wout van Aert     |
| 2. etape | 6. jun.  | Saint-Péray – Brives-Charensac           | kuperet etape     | 169,8        | 2.956 m       | Alexis Vuillermoz | Alexis Vuillermoz |
| 3. etape | 7. jun.  | Saint-Paulien – Chastreix-Sancy          | kuperet etape     | 164          | 2.707 m       | David Gaudu       | Wout van Aert     |
| 4. etape | 8. jun.  | Montbrison – Château de la Bâtie d'Urfé  | enkeltstart       | 31,9         | 96 m          | Filippo Ganna     | Wout van Aert     |
| 5. etape | 9. jun.  | Thizy-les-Bourgs – Chaintré              | kuperet etape     | 162,3        | 1.991 m       | Wout van Aert     | Wout van Aert     |
| 6. etape | 10. jun. | Rives – Gap                              | middel bjergetape | 196,4        | 2.958 m       | Valentin Ferron   | Wout van Aert     |
| 7. etape | 11. jun. | Saint-Chaffrey – Vaujany                 | bjergetape        | 134,8        | 3.828 m       | Carlos Verona     | Primož Roglič     |
| 8. etape | 12. jun. | Saint-Alban-Leysse – Plateau de Solaison | bjergetape        | 139,2        | 3.782 m       | Jonas Vingegaard  | Primož Roglič     |

### 1. etape
| La Voulte-sur-Rhône - Beauchastel | kuperet etape | (191,8 km) |

| \| Etaperesultat \| Etaperesultat \| Etaperesultat \| Etaperesultat \| Etaperesultat \| \| Rytter \| Rytter \| Hold \| Tid \| \| \| ------------- \| -------------------- \| ---------------------------------- \| ------------- \| ------------- \| \| 1. \| Wout van Aert \| Jumbo-Visma \| 4t 37' 31" \| \| \| 2. \| Ethan Hayter \| Ineos Grenadiers \| + 0" \| \| \| 3. \| Sean Quinn \| EF Education-EasyPost \| + 0" \| \| \| 4. \| Hugo Page \| Intermarché-Wanty-Gobert Matériaux \| + 0" \| \| \| 5. \| Edvald Boasson Hagen \| TotalEnergies \| + 0" \| \| \| 6. \| Jasper Stuyven \| Trek-Segafredo \| + 0" \| \| \| 7. \| Clément Venturini \| AG2R Citroën Team \| + 0" \| \| \| 8. \| Maxim Van Gils \| Lotto-Soudal \| + 0" \| \| \| 9. \| Benjamin Thomas \| Cofidis \| + 0" \| \| \| 10. \| Jannik Steimle \| Quick-Step Alpha Vinyl \| + 0" \| \| |                      |                                    |            |
| |                      |                                    |            |
| Kilde: ProCyclingStats |                      |                                    |            |
| Etaperesultat |                      |                                    |            |
| Rytter | Rytter               | Hold                               | Tid        |
| 1. | Wout van Aert        | Jumbo-Visma                        | 4t 37' 31" |
| 2. | Ethan Hayter         | Ineos Grenadiers                   | + 0"       |
| 3. | Sean Quinn           | EF Education-EasyPost              | + 0"       |
| 4. | Hugo Page            | Intermarché-Wanty-Gobert Matériaux | + 0"       |
| 5. | Edvald Boasson Hagen | TotalEnergies                      | + 0"       |
| 6. | Jasper Stuyven       | Trek-Segafredo                     | + 0"       |
| 7. | Clément Venturini    | AG2R Citroën Team                  | + 0"       |
| 8. | Maxim Van Gils       | Lotto-Soudal                       | + 0"       |
| 9. | Benjamin Thomas      | Cofidis                            | + 0"       |
| 10. | Jannik Steimle       | Quick-Step Alpha Vinyl             | + 0"       |

| \| Samlede stilling \| Samlede stilling \| Samlede stilling \| Samlede stilling \| Samlede stilling \| \| Rytter \| Rytter \| Hold \| Tid \| \| \| ---------------- \| -------------------- \| ---------------------------------- \| ---------------- \| ---------------- \| \| 1. \| Wout van Aert \| Jumbo-Visma \| 4t 37' 21" \| \| \| 2. \| Ethan Hayter \| Ineos Grenadiers \| + 4" \| \| \| 3. \| Sean Quinn \| EF Education-EasyPost \| + 6" \| \| \| 4. \| Maxime Bouet \| Arkéa-Samsic \| + 7" \| \| \| 5. \| Laurens Huys \| Intermarché-Wanty-Gobert Matériaux \| + 8" \| \| \| 6. \| Pierre Rolland \| B&B Hotels-KTM \| + 9" \| \| \| 7. \| Hugo Page \| Intermarché-Wanty-Gobert Matériaux \| + 10" \| \| \| 8. \| Edvald Boasson Hagen \| TotalEnergies \| + 10" \| \| \| 9. \| Jasper Stuyven \| Trek-Segafredo \| + 10" \| \| \| 10. \| Clément Venturini \| AG2R Citroën Team \| + 10" \| \| |                      |                                    |            |
| |                      |                                    |            |
| Kilde: ProCyclingStats |                      |                                    |            |
| Samlede stilling |                      |                                    |            |
| Rytter | Rytter               | Hold                               | Tid        |
| 1. | Wout van Aert        | Jumbo-Visma                        | 4t 37' 21" |
| 2. | Ethan Hayter         | Ineos Grenadiers                   | + 4"       |
| 3. | Sean Quinn           | EF Education-EasyPost              | + 6"       |
| 4. | Maxime Bouet         | Arkéa-Samsic                       | + 7"       |
| 5. | Laurens Huys         | Intermarché-Wanty-Gobert Matériaux | + 8"       |
| 6. | Pierre Rolland       | B&B Hotels-KTM                     | + 9"       |
| 7. | Hugo Page            | Intermarché-Wanty-Gobert Matériaux | + 10"      |
| 8. | Edvald Boasson Hagen | TotalEnergies                      | + 10"      |
| 9. | Jasper Stuyven       | Trek-Segafredo                     | + 10"      |
| 10. | Clément Venturini    | AG2R Citroën Team                  | + 10"      |

### 2. etape
| Saint-Péray - Brives-Charensac | kuperet etape | (169,8 km) |

| \| Etaperesultat \| Etaperesultat \| Etaperesultat \| Etaperesultat \| Etaperesultat \| \| Rytter \| Rytter \| Hold \| Tid \| \| \| ------------- \| --------------------- \| ---------------------------------- \| ------------- \| ------------- \| \| 1. \| Alexis Vuillermoz \| TotalEnergies \| 4t 03' 34" \| \| \| 2. \| Anders Skaarseth \| Uno-X Pro Cycling Team \| + 0" \| \| \| 3. \| Olivier Le Gac \| Groupama-FDJ \| + 0" \| \| \| 4. \| Kevin Vermaerke \| Team DSM \| + 0" \| \| \| 5. \| Anthony Delaplace \| Arkéa-Samsic \| + 0" \| \| \| 6. \| Wout van Aert \| Jumbo-Visma \| + 5" \| \| \| 7. \| Ethan Hayter \| Ineos Grenadiers \| + 5" \| \| \| 8. \| Hugo Page \| Intermarché-Wanty-Gobert Matériaux \| + 5" \| \| \| 9. \| Clément Venturini \| AG2R Citroën Team \| + 5" \| \| \| 10. \| Aljaksandr Rabusjenka \| Astana Qazaqstan Team \| + 5" \| \| |                       |                                    |            |
| |                       |                                    |            |
| Kilde: ProCyclingStats |                       |                                    |            |
| Etaperesultat |                       |                                    |            |
| Rytter | Rytter                | Hold                               | Tid        |
| 1. | Alexis Vuillermoz     | TotalEnergies                      | 4t 03' 34" |
| 2. | Anders Skaarseth      | Uno-X Pro Cycling Team             | + 0"       |
| 3. | Olivier Le Gac        | Groupama-FDJ                       | + 0"       |
| 4. | Kevin Vermaerke       | Team DSM                           | + 0"       |
| 5. | Anthony Delaplace     | Arkéa-Samsic                       | + 0"       |
| 6. | Wout van Aert         | Jumbo-Visma                        | + 5"       |
| 7. | Ethan Hayter          | Ineos Grenadiers                   | + 5"       |
| 8. | Hugo Page             | Intermarché-Wanty-Gobert Matériaux | + 5"       |
| 9. | Clément Venturini     | AG2R Citroën Team                  | + 5"       |
| 10. | Aljaksandr Rabusjenka | Astana Qazaqstan Team              | + 5"       |

| \| Samlede stilling \| Samlede stilling \| Samlede stilling \| Samlede stilling \| Samlede stilling \| \| Rytter \| Rytter \| Hold \| Tid \| \| \| ---------------- \| ----------------- \| ---------------------------------- \| ---------------- \| ---------------- \| \| 1. \| Alexis Vuillermoz \| TotalEnergies \| 8t 40' 55" \| \| \| 2. \| Anders Skaarseth \| Uno-X Pro Cycling Team \| + 3" \| \| \| 3. \| Olivier Le Gac \| Groupama-FDJ \| + 4" \| \| \| 4. \| Wout van Aert \| Jumbo-Visma \| + 5" \| \| \| 5. \| Kevin Vermaerke \| Team DSM \| + 7" \| \| \| 6. \| Ethan Hayter \| Ineos Grenadiers \| + 9" \| \| \| 7. \| Anthony Delaplace \| Arkéa-Samsic \| + 10" \| \| \| 8. \| Sean Quinn \| EF Education-EasyPost \| + 11" \| \| \| 9. \| Maxime Bouet \| Arkéa-Samsic \| + 12" \| \| \| 10. \| Laurens Huys \| Intermarché-Wanty-Gobert Matériaux \| + 13" \| \| |                   |                                    |            |
| |                   |                                    |            |
| Kilde: ProCyclingStats |                   |                                    |            |
| Samlede stilling |                   |                                    |            |
| Rytter | Rytter            | Hold                               | Tid        |
| 1. | Alexis Vuillermoz | TotalEnergies                      | 8t 40' 55" |
| 2. | Anders Skaarseth  | Uno-X Pro Cycling Team             | + 3"       |
| 3. | Olivier Le Gac    | Groupama-FDJ                       | + 4"       |
| 4. | Wout van Aert     | Jumbo-Visma                        | + 5"       |
| 5. | Kevin Vermaerke   | Team DSM                           | + 7"       |
| 6. | Ethan Hayter      | Ineos Grenadiers                   | + 9"       |
| 7. | Anthony Delaplace | Arkéa-Samsic                       | + 10"      |
| 8. | Sean Quinn        | EF Education-EasyPost              | + 11"      |
| 9. | Maxime Bouet      | Arkéa-Samsic                       | + 12"      |
| 10. | Laurens Huys      | Intermarché-Wanty-Gobert Matériaux | + 13"      |

### 3. etape
| Saint-Paulien - Chastreix-Sancy | kuperet etape | (164 km) |

| \| Etaperesultat \| Etaperesultat \| Etaperesultat \| Etaperesultat \| Etaperesultat \| \| Rytter \| Rytter \| Hold \| Tid \| \| \| ------------- \| ---------------- \| --------------------- \| ------------- \| ------------- \| \| 1. \| David Gaudu \| Groupama-FDJ \| 4t 09' 38" \| \| \| 2. \| Wout van Aert \| Jumbo-Visma \| + 0" \| \| \| 3. \| Victor Lafay \| Cofidis \| + 0" \| \| \| 4. \| Ruben Guerreiro \| EF Education-EasyPost \| + 0" \| \| \| 5. \| Kevin Geniets \| Groupama-FDJ \| + 0" \| \| \| 6. \| Nick Schultz \| BikeExchange-Jayco \| + 0" \| \| \| 7. \| Damiano Caruso \| Bahrain Victorious \| + 0" \| \| \| 8. \| Dylan Teuns \| Bahrain Victorious \| + 0" \| \| \| 9. \| Matteo Jorgenson \| Movistar Team \| + 0" \| \| \| 10. \| Brandon McNulty \| UAE Team Emirates \| + 0" \| \| |                  |                       |            |
| |                  |                       |            |
| Kilde: ProCyclingStats |                  |                       |            |
| Etaperesultat |                  |                       |            |
| Rytter | Rytter           | Hold                  | Tid        |
| 1. | David Gaudu      | Groupama-FDJ          | 4t 09' 38" |
| 2. | Wout van Aert    | Jumbo-Visma           | + 0"       |
| 3. | Victor Lafay     | Cofidis               | + 0"       |
| 4. | Ruben Guerreiro  | EF Education-EasyPost | + 0"       |
| 5. | Kevin Geniets    | Groupama-FDJ          | + 0"       |
| 6. | Nick Schultz     | BikeExchange-Jayco    | + 0"       |
| 7. | Damiano Caruso   | Bahrain Victorious    | + 0"       |
| 8. | Dylan Teuns      | Bahrain Victorious    | + 0"       |
| 9. | Matteo Jorgenson | Movistar Team         | + 0"       |
| 10. | Brandon McNulty  | UAE Team Emirates     | + 0"       |

| \| Samlede stilling \| Samlede stilling \| Samlede stilling \| Samlede stilling \| Samlede stilling \| \| Rytter \| Rytter \| Hold \| Tid \| \| \| ---------------- \| ---------------- \| --------------------- \| ---------------- \| ---------------- \| \| 1. \| Wout van Aert \| Jumbo-Visma \| 12t 50' 38" \| \| \| 2. \| David Gaudu \| Groupama-FDJ \| + 6" \| \| \| 3. \| Victor Lafay \| Cofidis \| + 12" \| \| \| 4. \| Patrick Konrad \| Bora-Hansgrohe \| + 16" \| \| \| 5. \| Matteo Jorgenson \| Movistar Team \| + 16" \| \| \| 6. \| Ruben Guerreiro \| EF Education-EasyPost \| + 16" \| \| \| 7. \| Esteban Chaves \| EF Education-EasyPost \| + 16" \| \| \| 8. \| Primož Roglič \| Jumbo-Visma \| + 16" \| \| \| 9. \| Steff Cras \| Lotto-Soudal \| + 16" \| \| \| 10. \| Ben O'Connor \| AG2R Citroën Team \| + 16" \| \| |                  |                       |             |
| |                  |                       |             |
| Kilde: ProCyclingStats |                  |                       |             |
| Samlede stilling |                  |                       |             |
| Rytter | Rytter           | Hold                  | Tid         |
| 1. | Wout van Aert    | Jumbo-Visma           | 12t 50' 38" |
| 2. | David Gaudu      | Groupama-FDJ          | + 6"        |
| 3. | Victor Lafay     | Cofidis               | + 12"       |
| 4. | Patrick Konrad   | Bora-Hansgrohe        | + 16"       |
| 5. | Matteo Jorgenson | Movistar Team         | + 16"       |
| 6. | Ruben Guerreiro  | EF Education-EasyPost | + 16"       |
| 7. | Esteban Chaves   | EF Education-EasyPost | + 16"       |
| 8. | Primož Roglič    | Jumbo-Visma           | + 16"       |
| 9. | Steff Cras       | Lotto-Soudal          | + 16"       |
| 10. | Ben O'Connor     | AG2R Citroën Team     | + 16"       |

### 4. etape
| Montbrison - Château de la Bâtie d'Urfé | enkeltstart | (31,9 km) |

| \| Etaperesultat \| Etaperesultat \| Etaperesultat \| Etaperesultat \| Etaperesultat \| \| Rytter \| Rytter \| Hold \| Tid \| \| \| ------------- \| ------------------ \| ---------------------- \| ------------- \| ------------- \| \| 1. \| Filippo Ganna \| Ineos Grenadiers \| 35' 32" \| \| \| 2. \| Wout van Aert \| Jumbo-Visma \| + 2" \| \| \| 3. \| Ethan Hayter \| Ineos Grenadiers \| + 17" \| \| \| 4. \| Mattia Cattaneo \| Quick-Step Alpha Vinyl \| + 39" \| \| \| 5. \| Primož Roglič \| Jumbo-Visma \| + 42" \| \| \| 6. \| Luke Durbridge \| BikeExchange-Jayco \| + 53" \| \| \| 7. \| Jonas Vingegaard \| Jumbo-Visma \| + 1' 12" \| \| \| 8. \| Damiano Caruso \| Bahrain Victorious \| + 1' 25" \| \| \| 9. \| Tao Geoghegan Hart \| Ineos Grenadiers \| + 1' 31" \| \| \| 10. \| Juan Ayuso \| UAE Team Emirates \| + 1' 34" \| \| |                    |                        |          |
| |                    |                        |          |
| Kilde: ProCyclingStats |                    |                        |          |
| Etaperesultat |                    |                        |          |
| Rytter | Rytter             | Hold                   | Tid      |
| 1. | Filippo Ganna      | Ineos Grenadiers       | 35' 32"  |
| 2. | Wout van Aert      | Jumbo-Visma            | + 2"     |
| 3. | Ethan Hayter       | Ineos Grenadiers       | + 17"    |
| 4. | Mattia Cattaneo    | Quick-Step Alpha Vinyl | + 39"    |
| 5. | Primož Roglič      | Jumbo-Visma            | + 42"    |
| 6. | Luke Durbridge     | BikeExchange-Jayco     | + 53"    |
| 7. | Jonas Vingegaard   | Jumbo-Visma            | + 1' 12" |
| 8. | Damiano Caruso     | Bahrain Victorious     | + 1' 25" |
| 9. | Tao Geoghegan Hart | Ineos Grenadiers       | + 1' 31" |
| 10. | Juan Ayuso         | UAE Team Emirates      | + 1' 34" |

| \| Samlede stilling \| Samlede stilling \| Samlede stilling \| Samlede stilling \| Samlede stilling \| \| Rytter \| Rytter \| Hold \| Tid \| \| \| ---------------- \| ------------------ \| ---------------------- \| ---------------- \| ---------------- \| \| 1. \| Wout van Aert \| Jumbo-Visma \| 13t 26' 06" \| \| \| 2. \| Mattia Cattaneo \| Quick-Step Alpha Vinyl \| + 53" \| \| \| 3. \| Primož Roglič \| Jumbo-Visma \| + 56" \| \| \| 4. \| Jonas Vingegaard \| Jumbo-Visma \| + 1' 26" \| \| \| 5. \| Ethan Hayter \| Ineos Grenadiers \| + 1' 26" \| \| \| 6. \| Damiano Caruso \| Bahrain Victorious \| + 1' 39" \| \| \| 7. \| Tao Geoghegan Hart \| Ineos Grenadiers \| + 1' 45" \| \| \| 8. \| Juan Ayuso \| UAE Team Emirates \| + 1' 48" \| \| \| 9. \| Matteo Jorgenson \| Movistar Team \| + 1' 50" \| \| \| 10. \| Ben O'Connor \| AG2R Citroën Team \| + 2' 00" \| \| |                    |                        |             |
| |                    |                        |             |
| Kilde: ProCyclingStats |                    |                        |             |
| Samlede stilling |                    |                        |             |
| Rytter | Rytter             | Hold                   | Tid         |
| 1. | Wout van Aert      | Jumbo-Visma            | 13t 26' 06" |
| 2. | Mattia Cattaneo    | Quick-Step Alpha Vinyl | + 53"       |
| 3. | Primož Roglič      | Jumbo-Visma            | + 56"       |
| 4. | Jonas Vingegaard   | Jumbo-Visma            | + 1' 26"    |
| 5. | Ethan Hayter       | Ineos Grenadiers       | + 1' 26"    |
| 6. | Damiano Caruso     | Bahrain Victorious     | + 1' 39"    |
| 7. | Tao Geoghegan Hart | Ineos Grenadiers       | + 1' 45"    |
| 8. | Juan Ayuso         | UAE Team Emirates      | + 1' 48"    |
| 9. | Matteo Jorgenson   | Movistar Team          | + 1' 50"    |
| 10. | Ben O'Connor       | AG2R Citroën Team      | + 2' 00"    |

### 5. etape
| Thizy-les-Bourgs - Chaintré | kuperet etape | (162,3 km) |

| \| Etaperesultat \| Etaperesultat \| Etaperesultat \| Etaperesultat \| Etaperesultat \| \| Rytter \| Rytter \| Hold \| Tid \| \| \| ------------- \| -------------------- \| ---------------------------------- \| ------------- \| ------------- \| \| 1. \| Wout van Aert \| Jumbo-Visma \| 3t 38' 35" \| \| \| 2. \| Jordi Meeus \| Bora-Hansgrohe \| + 0" \| \| \| 3. \| Ethan Hayter \| Ineos Grenadiers \| + 0" \| \| \| 4. \| Edvald Boasson Hagen \| TotalEnergies \| + 0" \| \| \| 5. \| Hugo Page \| Intermarché-Wanty-Gobert Matériaux \| + 0" \| \| \| 6. \| Jasper Stuyven \| Trek-Segafredo \| + 0" \| \| \| 7. \| Andrea Bagioli \| Quick-Step Alpha Vinyl \| + 0" \| \| \| 8. \| Jan Bakelants \| Intermarché-Wanty-Gobert Matériaux \| + 0" \| \| \| 9. \| Matis Louvel \| Arkéa-Samsic \| + 0" \| \| \| 10. \| Sebastián Molano \| UAE Team Emirates \| + 0" \| \| |                      |                                    |            |
| |                      |                                    |            |
| Kilde: ProCyclingStats |                      |                                    |            |
| Etaperesultat |                      |                                    |            |
| Rytter | Rytter               | Hold                               | Tid        |
| 1. | Wout van Aert        | Jumbo-Visma                        | 3t 38' 35" |
| 2. | Jordi Meeus          | Bora-Hansgrohe                     | + 0"       |
| 3. | Ethan Hayter         | Ineos Grenadiers                   | + 0"       |
| 4. | Edvald Boasson Hagen | TotalEnergies                      | + 0"       |
| 5. | Hugo Page            | Intermarché-Wanty-Gobert Matériaux | + 0"       |
| 6. | Jasper Stuyven       | Trek-Segafredo                     | + 0"       |
| 7. | Andrea Bagioli       | Quick-Step Alpha Vinyl             | + 0"       |
| 8. | Jan Bakelants        | Intermarché-Wanty-Gobert Matériaux | + 0"       |
| 9. | Matis Louvel         | Arkéa-Samsic                       | + 0"       |
| 10. | Sebastián Molano     | UAE Team Emirates                  | + 0"       |

| \| Samlede stilling \| Samlede stilling \| Samlede stilling \| Samlede stilling \| Samlede stilling \| \| Rytter \| Rytter \| Hold \| Tid \| \| \| ---------------- \| ------------------ \| ---------------------- \| ---------------- \| ---------------- \| \| 1. \| Wout van Aert \| Jumbo-Visma \| 17t 04' 31" \| \| \| 2. \| Mattia Cattaneo \| Quick-Step Alpha Vinyl \| + 1' 03" \| \| \| 3. \| Primož Roglič \| Jumbo-Visma \| + 1' 06" \| \| \| 4. \| Ethan Hayter \| Ineos Grenadiers \| + 1' 32" \| \| \| 5. \| Jonas Vingegaard \| Jumbo-Visma \| + 1' 36" \| \| \| 6. \| Damiano Caruso \| Bahrain Victorious \| + 1' 49" \| \| \| 7. \| Tao Geoghegan Hart \| Ineos Grenadiers \| + 1' 55" \| \| \| 8. \| Juan Ayuso \| UAE Team Emirates \| + 1' 58" \| \| \| 9. \| Matteo Jorgenson \| Movistar Team \| + 2' 00" \| \| \| 10. \| Ben O'Connor \| AG2R Citroën Team \| + 2' 10" \| \| |                    |                        |             |
| |                    |                        |             |
| Kilde: ProCyclingStats |                    |                        |             |
| Samlede stilling |                    |                        |             |
| Rytter | Rytter             | Hold                   | Tid         |
| 1. | Wout van Aert      | Jumbo-Visma            | 17t 04' 31" |
| 2. | Mattia Cattaneo    | Quick-Step Alpha Vinyl | + 1' 03"    |
| 3. | Primož Roglič      | Jumbo-Visma            | + 1' 06"    |
| 4. | Ethan Hayter       | Ineos Grenadiers       | + 1' 32"    |
| 5. | Jonas Vingegaard   | Jumbo-Visma            | + 1' 36"    |
| 6. | Damiano Caruso     | Bahrain Victorious     | + 1' 49"    |
| 7. | Tao Geoghegan Hart | Ineos Grenadiers       | + 1' 55"    |
| 8. | Juan Ayuso         | UAE Team Emirates      | + 1' 58"    |
| 9. | Matteo Jorgenson   | Movistar Team          | + 2' 00"    |
| 10. | Ben O'Connor       | AG2R Citroën Team      | + 2' 10"    |

### 6. etape
| Rives - Gap | middel bjergetape | (196,4 km) |

| \| Etaperesultat \| Etaperesultat \| Etaperesultat \| Etaperesultat \| Etaperesultat \| \| Rytter \| Rytter \| Hold \| Tid \| \| \| ------------- \| -------------------- \| ---------------------- \| ------------- \| ------------- \| \| 1. \| Valentin Ferron \| TotalEnergies \| 4t 22' 17" \| \| \| 2. \| Pierre Rolland \| B&B Hotels-KTM \| + 3" \| \| \| 3. \| Warren Barguil \| Arkéa-Samsic \| + 3" \| \| \| 4. \| Andrea Bagioli \| Quick-Step Alpha Vinyl \| + 3" \| \| \| 5. \| Geoffrey Bouchard \| AG2R Citroën Team \| + 3" \| \| \| 6. \| Victor Lafay \| Cofidis \| + 3" \| \| \| 7. \| Edvald Boasson Hagen \| TotalEnergies \| + 32" \| \| \| 8. \| Dylan Groenewegen \| BikeExchange-Jayco \| + 32" \| \| \| 9. \| Matis Louvel \| Arkéa-Samsic \| + 32" \| \| \| 10. \| Jordi Meeus \| Bora-Hansgrohe \| + 32" \| \| |                      |                        |            |
| |                      |                        |            |
| Kilde: ProCyclingStats |                      |                        |            |
| Etaperesultat |                      |                        |            |
| Rytter | Rytter               | Hold                   | Tid        |
| 1. | Valentin Ferron      | TotalEnergies          | 4t 22' 17" |
| 2. | Pierre Rolland       | B&B Hotels-KTM         | + 3"       |
| 3. | Warren Barguil       | Arkéa-Samsic           | + 3"       |
| 4. | Andrea Bagioli       | Quick-Step Alpha Vinyl | + 3"       |
| 5. | Geoffrey Bouchard    | AG2R Citroën Team      | + 3"       |
| 6. | Victor Lafay         | Cofidis                | + 3"       |
| 7. | Edvald Boasson Hagen | TotalEnergies          | + 32"      |
| 8. | Dylan Groenewegen    | BikeExchange-Jayco     | + 32"      |
| 9. | Matis Louvel         | Arkéa-Samsic           | + 32"      |
| 10. | Jordi Meeus          | Bora-Hansgrohe         | + 32"      |

| \| Samlede stilling \| Samlede stilling \| Samlede stilling \| Samlede stilling \| Samlede stilling \| \| Rytter \| Rytter \| Hold \| Tid \| \| \| ---------------- \| ------------------ \| ---------------------- \| ---------------- \| ---------------- \| \| 1. \| Wout van Aert \| Jumbo-Visma \| 21t 27' 20" \| \| \| 2. \| Mattia Cattaneo \| Quick-Step Alpha Vinyl \| + 1' 03" \| \| \| 3. \| Primož Roglič \| Jumbo-Visma \| + 1' 06" \| \| \| 4. \| Ethan Hayter \| Ineos Grenadiers \| + 1' 32" \| \| \| 5. \| Jonas Vingegaard \| Jumbo-Visma \| + 1' 36" \| \| \| 6. \| Damiano Caruso \| Bahrain Victorious \| + 1' 49" \| \| \| 7. \| Tao Geoghegan Hart \| Ineos Grenadiers \| + 1' 55" \| \| \| 8. \| Matteo Jorgenson \| Movistar Team \| + 2' 00" \| \| \| 9. \| Ben O'Connor \| AG2R Citroën Team \| + 2' 10" \| \| \| 10. \| Wilco Kelderman \| Bora-Hansgrohe \| + 2' 12" \| \| |                    |                        |             |
| |                    |                        |             |
| Kilde: ProCyclingStats |                    |                        |             |
| Samlede stilling |                    |                        |             |
| Rytter | Rytter             | Hold                   | Tid         |
| 1. | Wout van Aert      | Jumbo-Visma            | 21t 27' 20" |
| 2. | Mattia Cattaneo    | Quick-Step Alpha Vinyl | + 1' 03"    |
| 3. | Primož Roglič      | Jumbo-Visma            | + 1' 06"    |
| 4. | Ethan Hayter       | Ineos Grenadiers       | + 1' 32"    |
| 5. | Jonas Vingegaard   | Jumbo-Visma            | + 1' 36"    |
| 6. | Damiano Caruso     | Bahrain Victorious     | + 1' 49"    |
| 7. | Tao Geoghegan Hart | Ineos Grenadiers       | + 1' 55"    |
| 8. | Matteo Jorgenson   | Movistar Team          | + 2' 00"    |
| 9. | Ben O'Connor       | AG2R Citroën Team      | + 2' 10"    |
| 10. | Wilco Kelderman    | Bora-Hansgrohe         | + 2' 12"    |

### 7. etape
| Saint-Chaffrey - Vaujany | bjergetape | (134,8 km) |

| \| Etaperesultat \| Etaperesultat \| Etaperesultat \| Etaperesultat \| Etaperesultat \| \| Rytter \| Rytter \| Hold \| Tid \| \| \| ------------- \| -------------------------- \| ---------------------------------- \| ------------- \| ------------- \| \| 1. \| Carlos Verona \| Movistar Team \| 3t 53' 35" \| \| \| 2. \| Primož Roglič \| Jumbo-Visma \| + 13" \| \| \| 3. \| Jonas Vingegaard \| Jumbo-Visma \| + 25" \| \| \| 4. \| Ben O'Connor \| AG2R Citroën Team \| + 27" \| \| \| 5. \| Tobias Halland Johannessen \| Uno-X Pro Cycling Team \| + 39" \| \| \| 6. \| Esteban Chaves \| EF Education-EasyPost \| + 40" \| \| \| 7. \| David Gaudu \| Groupama-FDJ \| + 40" \| \| \| 8. \| Louis Meintjes \| Intermarché-Wanty-Gobert Matériaux \| + 40" \| \| \| 9. \| Tao Geoghegan Hart \| Ineos Grenadiers \| + 48" \| \| \| 10. \| Jack Haig \| Bahrain Victorious \| + 56" \| \| |                            |                                    |            |
| |                            |                                    |            |
| Kilde: ProCyclingStats |                            |                                    |            |
| Etaperesultat |                            |                                    |            |
| Rytter | Rytter                     | Hold                               | Tid        |
| 1. | Carlos Verona              | Movistar Team                      | 3t 53' 35" |
| 2. | Primož Roglič              | Jumbo-Visma                        | + 13"      |
| 3. | Jonas Vingegaard           | Jumbo-Visma                        | + 25"      |
| 4. | Ben O'Connor               | AG2R Citroën Team                  | + 27"      |
| 5. | Tobias Halland Johannessen | Uno-X Pro Cycling Team             | + 39"      |
| 6. | Esteban Chaves             | EF Education-EasyPost              | + 40"      |
| 7. | David Gaudu                | Groupama-FDJ                       | + 40"      |
| 8. | Louis Meintjes             | Intermarché-Wanty-Gobert Matériaux | + 40"      |
| 9. | Tao Geoghegan Hart         | Ineos Grenadiers                   | + 48"      |
| 10. | Jack Haig                  | Bahrain Victorious                 | + 56"      |

| \| Samlede stilling \| Samlede stilling \| Samlede stilling \| Samlede stilling \| Samlede stilling \| \| Rytter \| Rytter \| Hold \| Tid \| \| \| ---------------- \| -------------------------- \| ---------------------------------- \| ---------------- \| ---------------- \| \| 1. \| Primož Roglič \| Jumbo-Visma \| 25t 22' 08" \| \| \| 2. \| Jonas Vingegaard \| Jumbo-Visma \| + 44" \| \| \| 3. \| Ben O'Connor \| AG2R Citroën Team \| + 1' 24" \| \| \| 4. \| Tao Geoghegan Hart \| Ineos Grenadiers \| + 1' 30" \| \| \| 5. \| Damiano Caruso \| Bahrain Victorious \| + 1' 32" \| \| \| 6. \| David Gaudu \| Groupama-FDJ \| + 1' 40" \| \| \| 7. \| Tobias Halland Johannessen \| Uno-X Pro Cycling Team \| + 2' 05" \| \| \| 8. \| Matteo Jorgenson \| Movistar Team \| + 2' 06" \| \| \| 9. \| Jack Haig \| Bahrain Victorious \| + 2' 12" \| \| \| 10. \| Louis Meintjes \| Intermarché-Wanty-Gobert Matériaux \| + 2' 16" \| \| |                            |                                    |             |
| |                            |                                    |             |
| Kilde: ProCyclingStats |                            |                                    |             |
| Samlede stilling |                            |                                    |             |
| Rytter | Rytter                     | Hold                               | Tid         |
| 1. | Primož Roglič              | Jumbo-Visma                        | 25t 22' 08" |
| 2. | Jonas Vingegaard           | Jumbo-Visma                        | + 44"       |
| 3. | Ben O'Connor               | AG2R Citroën Team                  | + 1' 24"    |
| 4. | Tao Geoghegan Hart         | Ineos Grenadiers                   | + 1' 30"    |
| 5. | Damiano Caruso             | Bahrain Victorious                 | + 1' 32"    |
| 6. | David Gaudu                | Groupama-FDJ                       | + 1' 40"    |
| 7. | Tobias Halland Johannessen | Uno-X Pro Cycling Team             | + 2' 05"    |
| 8. | Matteo Jorgenson           | Movistar Team                      | + 2' 06"    |
| 9. | Jack Haig                  | Bahrain Victorious                 | + 2' 12"    |
| 10. | Louis Meintjes             | Intermarché-Wanty-Gobert Matériaux | + 2' 16"    |

### 8. etape
| Saint-Alban-Leysse - Plateau de Solaison | bjergetape | (139,2 km) |

| \| Etaperesultat \| Etaperesultat \| Etaperesultat \| Etaperesultat \| Etaperesultat \| \| Rytter \| Rytter \| Hold \| Tid \| \| \| ------------- \| -------------------------- \| ---------------------------------- \| ------------- \| ------------- \| \| 1. \| Jonas Vingegaard \| Jumbo-Visma \| 3t 49' 20" \| \| \| 2. \| Primož Roglič \| Jumbo-Visma \| + 0" \| \| \| 3. \| Ben O'Connor \| AG2R Citroën Team \| + 15" \| \| \| 4. \| Esteban Chaves \| EF Education-EasyPost \| + 53" \| \| \| 5. \| Ruben Guerreiro \| EF Education-EasyPost \| + 53" \| \| \| 6. \| Damiano Caruso \| Bahrain Victorious \| + 55" \| \| \| 7. \| Louis Meintjes \| Intermarché-Wanty-Gobert Matériaux \| + 55" \| \| \| 8. \| Jack Haig \| Bahrain Victorious \| + 55" \| \| \| 9. \| Steven Kruijswijk \| Jumbo-Visma \| + 1' 20" \| \| \| 10. \| Tobias Halland Johannessen \| Uno-X Pro Cycling Team \| + 1' 40" \| \| |                            |                                    |            |
| |                            |                                    |            |
| Kilde: ProCyclingStats |                            |                                    |            |
| Etaperesultat |                            |                                    |            |
| Rytter | Rytter                     | Hold                               | Tid        |
| 1. | Jonas Vingegaard           | Jumbo-Visma                        | 3t 49' 20" |
| 2. | Primož Roglič              | Jumbo-Visma                        | + 0"       |
| 3. | Ben O'Connor               | AG2R Citroën Team                  | + 15"      |
| 4. | Esteban Chaves             | EF Education-EasyPost              | + 53"      |
| 5. | Ruben Guerreiro            | EF Education-EasyPost              | + 53"      |
| 6. | Damiano Caruso             | Bahrain Victorious                 | + 55"      |
| 7. | Louis Meintjes             | Intermarché-Wanty-Gobert Matériaux | + 55"      |
| 8. | Jack Haig                  | Bahrain Victorious                 | + 55"      |
| 9. | Steven Kruijswijk          | Jumbo-Visma                        | + 1' 20"   |
| 10. | Tobias Halland Johannessen | Uno-X Pro Cycling Team             | + 1' 40"   |

## Trøjernes fordeling gennem løbet
| Etape    |                   | Vinder _          | Samlede stilling  | Pointtrøje    | Bjergtrøje        | Ungdomstrøje               | Mest angrebsivrige    | Holdkonkurrence       |
| -------- | ----------------- | ----------------- | ----------------- | ------------- | ----------------- | -------------------------- | --------------------- | --------------------- |
| 1. etape | kuperet etape     | Wout van Aert     | Wout van Aert     | Wout van Aert | Pierre Rolland    | Ethan Hayter               | Pierre Rolland        | EF Education-EasyPost |
| 2. etape | kuperet etape     | Alexis Vuillermoz | Alexis Vuillermoz | Wout van Aert | Alexis Vuillermoz | Kevin Vermaerke            | Alexis Vuillermoz     | Arkéa-Samsic          |
| 3. etape | kuperet etape     | David Gaudu       | Wout van Aert     | Wout van Aert | Pierre Rolland    | Matteo Jorgenson           | Sebastian Schönberger | Bahrain Victorious    |
| 4. etape | enkeltstart       | Filippo Ganna     | Wout van Aert     | Wout van Aert | Pierre Rolland    | Ethan Hayter               | ikke uddelt           | Jumbo-Visma           |
| 5. etape | kuperet etape     | Wout van Aert     | Wout van Aert     | Wout van Aert | Pierre Rolland    | Ethan Hayter               | Benjamin Thomas       | Jumbo-Visma           |
| 6. etape | middel bjergetape | Valentin Ferron   | Wout van Aert     | Wout van Aert | Pierre Rolland    | Ethan Hayter               | Geoffrey Bouchard     | Jumbo-Visma           |
| 7. etape | bjergetape        | Carlos Verona     | Primož Roglič     | Wout van Aert | Pierre Rolland    | Tobias Halland Johannessen | Carlos Verona         | Jumbo-Visma           |
| 8. etape | bjergetape        | Jonas Vingegaard  | Primož Roglič     | Wout van Aert | Pierre Rolland    | Tobias Halland Johannessen | Michael Storer        | Jumbo-Visma           |
| Samlet   | Samlet            |                   | Primož Roglič     | Wout van Aert | Pierre Rolland    | Tobias Halland Johannessen | ikke uddelt           | Jumbo-Visma           |

## Resultater
| \| Samlede stilling \| Samlede stilling \| Samlede stilling \| Samlede stilling \| Samlede stilling \| \| Rytter \| Rytter \| Hold \| Tid \| \| \| ---------------- \| -------------------------- \| ---------------------------------- \| ---------------- \| ---------------- \| \| 1. \| Primož Roglič \| Jumbo-Visma \| 29t 11' 22" \| \| \| 2. \| Jonas Vingegaard \| Jumbo-Visma \| + 40" \| \| \| 3. \| Ben O'Connor \| AG2R Citroën Team \| + 1' 41" \| \| \| 4. \| Damiano Caruso \| Bahrain Victorious \| + 2' 33" \| \| \| 5. \| Jack Haig \| Bahrain Victorious \| + 3' 13" \| \| \| 6. \| Louis Meintjes \| Intermarché-Wanty-Gobert Matériaux \| + 3' 17" \| \| \| 7. \| Esteban Chaves \| EF Education-EasyPost \| + 3' 18" \| \| \| 8. \| Tao Geoghegan Hart \| Ineos Grenadiers \| + 3' 44" \| \| \| 9. \| Ruben Guerreiro \| EF Education-EasyPost \| + 3' 48" \| \| \| 10. \| Tobias Halland Johannessen \| Uno-X Pro Cycling Team \| + 3' 51" \| \| |                            |                                    |             |
| |                            |                                    |             |
| Kilde: ProCyclingStats |                            |                                    |             |
| Samlede stilling |                            |                                    |             |
| Rytter | Rytter                     | Hold                               | Tid         |
| 1. | Primož Roglič              | Jumbo-Visma                        | 29t 11' 22" |
| 2. | Jonas Vingegaard           | Jumbo-Visma                        | + 40"       |
| 3. | Ben O'Connor               | AG2R Citroën Team                  | + 1' 41"    |
| 4. | Damiano Caruso             | Bahrain Victorious                 | + 2' 33"    |
| 5. | Jack Haig                  | Bahrain Victorious                 | + 3' 13"    |
| 6. | Louis Meintjes             | Intermarché-Wanty-Gobert Matériaux | + 3' 17"    |
| 7. | Esteban Chaves             | EF Education-EasyPost              | + 3' 18"    |
| 8. | Tao Geoghegan Hart         | Ineos Grenadiers                   | + 3' 44"    |
| 9. | Ruben Guerreiro            | EF Education-EasyPost              | + 3' 48"    |
| 10. | Tobias Halland Johannessen | Uno-X Pro Cycling Team             | + 3' 51"    |

| Samlede stilling | Samlede stilling           | Samlede stilling                   | Samlede stilling | Samlede stilling |
| Rytter           | Rytter                     | Hold                               | Tid              |                  |
| ---------------- | -------------------------- | ---------------------------------- | ---------------- | ---------------- |
| 1.               | Primož Roglič              | Jumbo-Visma                        | 29t 11' 22"      |                  |
| 2.               | Jonas Vingegaard           | Jumbo-Visma                        | + 40"            |                  |
| 3.               | Ben O'Connor               | AG2R Citroën Team                  | + 1' 41"         |                  |
| 4.               | Damiano Caruso             | Bahrain Victorious                 | + 2' 33"         |                  |
| 5.               | Jack Haig                  | Bahrain Victorious                 | + 3' 13"         |                  |
| 6.               | Louis Meintjes             | Intermarché-Wanty-Gobert Matériaux | + 3' 17"         |                  |
| 7.               | Esteban Chaves             | EF Education-EasyPost              | + 3' 18"         |                  |
| 8.               | Tao Geoghegan Hart         | Ineos Grenadiers                   | + 3' 44"         |                  |
| 9.               | Ruben Guerreiro            | EF Education-EasyPost              | + 3' 48"         |                  |
| 10.              | Tobias Halland Johannessen | Uno-X Pro Cycling Team             | + 3' 51"         |                  |

| Pointkonkurrence | Pointkonkurrence     | Pointkonkurrence                   | Pointkonkurrence | Pointkonkurrence |
| Rytter           | Rytter               | Hold                               | Point            |                  |
| ---------------- | -------------------- | ---------------------------------- | ---------------- | ---------------- |
| 1.               | Wout van Aert        | Jumbo-Visma                        | 88 point         |                  |
| 2.               | Ethan Hayter         | Ineos Grenadiers                   | 74 point         |                  |
| 3.               | Edvald Boasson Hagen | TotalEnergies                      | 46 point         |                  |
| 4.               | Hugo Page            | Intermarché-Wanty-Gobert Matériaux | 44 point         |                  |
| 5.               | Pierre Rolland       | B&B Hotels-KTM                     | 36 point         |                  |
| 6.               | Valentin Ferron      | TotalEnergies                      | 31 point         |                  |
| 7.               | Warren Barguil       | Arkéa-Samsic                       | 30 point         |                  |
| 8.               | Primož Roglič        | Jumbo-Visma                        | 30 point         |                  |
| 9.               | Andrea Bagioli       | Quick-Step Alpha Vinyl             | 30 point         |                  |
| 10.              | Jonas Vingegaard     | Jumbo-Visma                        | 29 point         |                  |

| Pointkonkurrence | Pointkonkurrence     | Pointkonkurrence                   | Pointkonkurrence | Pointkonkurrence |
| Rytter           | Rytter               | Hold                               | Point            |                  |
| ---------------- | -------------------- | ---------------------------------- | ---------------- | ---------------- |
| 1.               | Wout van Aert        | Jumbo-Visma                        | 88 point         |                  |
| 2.               | Ethan Hayter         | Ineos Grenadiers                   | 74 point         |                  |
| 3.               | Edvald Boasson Hagen | TotalEnergies                      | 46 point         |                  |
| 4.               | Hugo Page            | Intermarché-Wanty-Gobert Matériaux | 44 point         |                  |
| 5.               | Pierre Rolland       | B&B Hotels-KTM                     | 36 point         |                  |
| 6.               | Valentin Ferron      | TotalEnergies                      | 31 point         |                  |
| 7.               | Warren Barguil       | Arkéa-Samsic                       | 30 point         |                  |
| 8.               | Primož Roglič        | Jumbo-Visma                        | 30 point         |                  |
| 9.               | Andrea Bagioli       | Quick-Step Alpha Vinyl             | 30 point         |                  |
| 10.              | Jonas Vingegaard     | Jumbo-Visma                        | 29 point         |                  |

| Bjergkonkurrence | Bjergkonkurrence | Bjergkonkurrence                   | Bjergkonkurrence | Bjergkonkurrence |
| Rytter           | Rytter           | Hold                               | Point            |                  |
| ---------------- | ---------------- | ---------------------------------- | ---------------- | ---------------- |
| 1.               | Pierre Rolland   | B&B Hotels-KTM                     | 71 point         |                  |
| 2.               | Carlos Verona    | Movistar Team                      | 21 point         |                  |
| 3.               | Victor Lafay     | Cofidis                            | 19 point         |                  |
| 4.               | Jonas Vingegaard | Jumbo-Visma                        | 17 point         |                  |
| 5.               | Primož Roglič    | Jumbo-Visma                        | 15 point         |                  |
| 6.               | Kenny Elissonde  | Trek-Segafredo                     | 14 point         |                  |
| 7.               | Laurens Huys     | Intermarché-Wanty-Gobert Matériaux | 14 point         |                  |
| 8.               | Michael Storer   | Groupama-FDJ                       | 12 point         |                  |
| 9.               | Matteo Fabbro    | Bora-Hansgrohe                     | 12 point         |                  |
| 10.              | Laurens De Plus  | Ineos Grenadiers                   | 11 point         |                  |

| Bjergkonkurrence | Bjergkonkurrence | Bjergkonkurrence                   | Bjergkonkurrence | Bjergkonkurrence |
| Rytter           | Rytter           | Hold                               | Point            |                  |
| ---------------- | ---------------- | ---------------------------------- | ---------------- | ---------------- |
| 1.               | Pierre Rolland   | B&B Hotels-KTM                     | 71 point         |                  |
| 2.               | Carlos Verona    | Movistar Team                      | 21 point         |                  |
| 3.               | Victor Lafay     | Cofidis                            | 19 point         |                  |
| 4.               | Jonas Vingegaard | Jumbo-Visma                        | 17 point         |                  |
| 5.               | Primož Roglič    | Jumbo-Visma                        | 15 point         |                  |
| 6.               | Kenny Elissonde  | Trek-Segafredo                     | 14 point         |                  |
| 7.               | Laurens Huys     | Intermarché-Wanty-Gobert Matériaux | 14 point         |                  |
| 8.               | Michael Storer   | Groupama-FDJ                       | 12 point         |                  |
| 9.               | Matteo Fabbro    | Bora-Hansgrohe                     | 12 point         |                  |
| 10.              | Laurens De Plus  | Ineos Grenadiers                   | 11 point         |                  |

| Ungdomskonkurrence | Ungdomskonkurrence         | Ungdomskonkurrence     | Ungdomskonkurrence | Ungdomskonkurrence |
| Rytter             | Rytter                     | Hold                   | Tid                |                    |
| ------------------ | -------------------------- | ---------------------- | ------------------ | ------------------ |
| 1.                 | Tobias Halland Johannessen | Uno-X Pro Cycling Team | 29t 15' 13"        |                    |
| 2.                 | Brandon McNulty            | UAE Team Emirates      | + 1' 06"           |                    |
| 3.                 | Matteo Jorgenson           | Movistar Team          | + 3' 15"           |                    |
| 4.                 | Ethan Hayter               | Ineos Grenadiers       | + 4' 15"           |                    |
| 5.                 | Andrea Bagioli             | Quick-Step Alpha Vinyl | + 4' 50"           |                    |
| 6.                 | Simon Guglielmi            | Arkéa-Samsic           | + 14' 05"          |                    |
| 7.                 | Kevin Vermaerke            | Team DSM               | + 14' 50"          |                    |
| 8.                 | Kevin Geniets              | Groupama-FDJ           | + 15' 06"          |                    |
| 9.                 | Mark Donovan               | Team DSM               | + 19' 28"          |                    |
| 10.                | Michael Storer             | Groupama-FDJ           | + 19' 40"          |                    |

| Ungdomskonkurrence | Ungdomskonkurrence         | Ungdomskonkurrence     | Ungdomskonkurrence | Ungdomskonkurrence |
| Rytter             | Rytter                     | Hold                   | Tid                |                    |
| ------------------ | -------------------------- | ---------------------- | ------------------ | ------------------ |
| 1.                 | Tobias Halland Johannessen | Uno-X Pro Cycling Team | 29t 15' 13"        |                    |
| 2.                 | Brandon McNulty            | UAE Team Emirates      | + 1' 06"           |                    |
| 3.                 | Matteo Jorgenson           | Movistar Team          | + 3' 15"           |                    |
| 4.                 | Ethan Hayter               | Ineos Grenadiers       | + 4' 15"           |                    |
| 5.                 | Andrea Bagioli             | Quick-Step Alpha Vinyl | + 4' 50"           |                    |
| 6.                 | Simon Guglielmi            | Arkéa-Samsic           | + 14' 05"          |                    |
| 7.                 | Kevin Vermaerke            | Team DSM               | + 14' 50"          |                    |
| 8.                 | Kevin Geniets              | Groupama-FDJ           | + 15' 06"          |                    |
| 9.                 | Mark Donovan               | Team DSM               | + 19' 28"          |                    |
| 10.                | Michael Storer             | Groupama-FDJ           | + 19' 40"          |                    |

### Holdkonkurrencen
| Holdkonkurrence | Holdkonkurrence                    | Holdkonkurrence | Holdkonkurrence |
| Hold            | Hold                               | Tid             |                 |
| --------------- | ---------------------------------- | --------------- | --------------- |
| 1.              | Jumbo-Visma                        | 87t 38' 30"     |                 |
| 2.              | Bahrain Victorious                 | + 13' 40"       |                 |
| 3.              | Ineos Grenadiers                   | + 22' 56"       |                 |
| 4.              | Intermarché-Wanty-Gobert Matériaux | + 28' 39"       |                 |
| 5.              | Movistar Team                      | + 35' 37"       |                 |

## Hold og ryttere
| UCI WorldTeams (18)- AG2R Citroën Team - Astana Qazaqstan Team - Bahrain Victorious - Bora-Hansgrohe - Cofidis - EF Education-EasyPost - Groupama-FDJ - Ineos Grenadiers - Intermarché-Wanty-Gobert Matériaux - Israel-Premier Tech - Jumbo-Visma - Lotto-Soudal - Movistar Team - Quick-Step Alpha Vinyl - BikeExchange-Jayco - Team DSM - Trek-Segafredo - UAE Team Emirates UCI ProTeams (4)- Arkéa-Samsic - B&B Hotels-KTM - TotalEnergies - Uno-X Pro Cycling Team |
| |

### Danske ryttere
| Danske ryttere på startlisten |                       |                                    |           |
| Rygnummer                     | Rytter                | Hold                               | Placering |
| 34                            | Mathias Norsgaard     | Movistar Team                      | 121       |
| 47                            | Jonas Vingegaard      | Team Jumbo-Visma                   | 2         |
| 83                            | Anthon Charmig        | Uno-X Pro Cycling Team             | 109       |
| 84                            | Niklas Eg             | Uno-X Pro Cycling Team             | DNF-1     |
| 87                            | Jonas Gregaard        | Uno-X Pro Cycling Team             | 43        |
| 96                            | Mikkel Frølich Honoré | Quick-Step Alpha Vinyl             | 47        |
| 175                           | Julius Johansen       | Intermarché-Wanty-Gobert Matériaux | 125       |

* DNF = gennemførte ikke

### Startliste
| Ineos Grenadiers IGD | Ineos Grenadiers IGD              | Ineos Grenadiers IGD |
| -------------------- | --------------------------------- | -------------------- |
| Nr.                  | Rytter                            | Placering            |
| 1                    | Tao Geoghegan Hart (GBR)          | 8.                   |
| 2                    | Andrey Amador (CRC)               | 88.                  |
| 3                    | Eddie Dunbar (IRL)                | 30.                  |
| 4                    | Laurens De Plus (BEL)             | 67.                  |
| 5                    | Filippo Ganna (ITA) (enkeltstart) | 82.                  |
| 6                    | Ethan Hayter (GBR) (enkeltstart)  | 15.                  |
| 7                    | Michał Kwiatkowski (POL)          | DNF-6                |

| Bora-Hansgrohe BOH | Bora-Hansgrohe BOH              | Bora-Hansgrohe BOH |
| ------------------ | ------------------------------- | ------------------ |
| Nr.                | Rytter                          | Placering          |
| 11                 | Patrick Konrad (AUT) (landevej) | 12.                |
| 12                 | Matteo Fabbro (ITA)             | 48.                |
| 13                 | Wilco Kelderman (NED)           | 28.                |
| 14                 | Jordi Meeus (BEL)               | DNS-7              |
| 15                 | Nils Politt (GER)               | 65.                |
| 16                 | Lukas Pöstlberger (AUT)         | 106.               |
| 17                 | Matthew Walls (GBR)             | DNF-5              |

| Bahrain Victorious TBV | Bahrain Victorious TBV  | Bahrain Victorious TBV |
| ---------------------- | ----------------------- | ---------------------- |
| Nr.                    | Rytter                  | Placering              |
| 21                     | Jack Haig (AUS)         | 5.                     |
| 22                     | Phil Bauhaus (GER)      | DNF-2                  |
| 23                     | Damiano Caruso (ITA)    | 4.                     |
| 24                     | Kamil Gradek (POL)      | 124.                   |
| 25                     | Heinrich Haussler (AUS) | DNF-8                  |
| 26                     | Luis León Sánchez (ESP) | 23.                    |
| 27                     | Dylan Teuns (BEL)       | DNF-8                  |

| Movistar Team MOV | Movistar Team MOV       | Movistar Team MOV |
| ----------------- | ----------------------- | ----------------- |
| Nr.               | Rytter                  | Placering         |
| 31                | Enric Mas (ESP)         | DNS-8             |
| 32                | Imanol Erviti (ESP)     | DNF-1             |
| 33                | Gorka Izagirre (ESP)    | 64.               |
| 34                | Mathias Norsgaard (DEN) | 121.              |
| 35                | Matteo Jorgenson (USA)  | 13.               |
| 36                | Gregor Mühlberger (AUT) | 63.               |
| 37                | Carlos Verona (ESP)     | 19.               |

| Jumbo-Visma TJV | Jumbo-Visma TJV                | Jumbo-Visma TJV |
| --------------- | ------------------------------ | --------------- |
| Nr.             | Rytter                         | Placering       |
| 41              | Primož Roglič (SLO)            | 1.              |
| 42              | Tiesj Benoot (BEL)             | 71.             |
| 43              | Chris Harper (AUS)             | 108.            |
| 44              | Steven Kruijswijk (NED)        | 21.             |
| 45              | Christophe Laporte (FRA)       | DNF-8           |
| 46              | Wout van Aert (BEL) (landevej) | 49.             |
| 47              | Jonas Vingegaard (DEN)         | 2.              |

| AG2R Citroën Team ACT | AG2R Citroën Team ACT        | AG2R Citroën Team ACT |
| --------------------- | ---------------------------- | --------------------- |
| Nr.                   | Rytter                       | Placering             |
| 51                    | Ben O'Connor (AUS)           | 3.                    |
| 52                    | Geoffrey Bouchard (FRA)      | 36.                   |
| 53                    | Stan Dewulf (BEL)            | 89.                   |
| 54                    | Oliver Naesen (BEL)          | 77.                   |
| 55                    | Aurélien Paret-Peintre (FRA) | 50.                   |
| 56                    | Greg Van Avermaet (BEL)      | 93.                   |
| 57                    | Clément Venturini (FRA)      | 84.                   |

| Groupama-FDJ GFC | Groupama-FDJ GFC                              | Groupama-FDJ GFC |
| ---------------- | --------------------------------------------- | ---------------- |
| Nr.              | Rytter                                        | Placering        |
| 61               | David Gaudu (FRA)                             | 17.              |
| 62               | Bruno Armirail (FRA)                          | 55.              |
| 63               | Kevin Geniets (LUX) (landevej og enkeltstart) | 32.              |
| 64               | Olivier Le Gac (FRA)                          | 98.              |
| 65               | Valentin Madouas (FRA)                        | 45.              |
| 66               | Rudy Molard (FRA)                             | 37.              |
| 67               | Michael Storer (AUS)                          | 40.              |

| Israel-Premier Tech IPT | Israel-Premier Tech IPT            | Israel-Premier Tech IPT |
| ----------------------- | ---------------------------------- | ----------------------- |
| Nr.                     | Rytter                             | Placering               |
| 71                      | Chris Froome (GBR)                 | DNS-7                   |
| 72                      | Simon Clarke (AUS)                 | 68.                     |
| 73                      | Omer Goldstein (ISR) (enkeltstart) | 73.                     |
| 74                      | Taj Jones (AUS)                    | DNF-6                   |
| 75                      | Guy Niv (ISR)                      | 97.                     |
| 76                      | James Piccoli (CAN)                | 53.                     |
| 77                      | Guy Sagiv (ISR)                    | DNF-7                   |

| Uno-X Pro Cycling Team UXT | Uno-X Pro Cycling Team UXT       | Uno-X Pro Cycling Team UXT |
| -------------------------- | -------------------------------- | -------------------------- |
| Nr.                        | Rytter                           | Placering                  |
| 81                         | Tobias Halland Johannessen (NOR) | 10.                        |
| 82                         | Idar Andersen (NOR)              | 122.                       |
| 83                         | Anthon Charmig (DEN)             | 109.                       |
| 84                         | Niklas Eg (DEN)                  | DNF-1                      |
| 85                         | Anders Skaarseth (NOR)           | 52.                        |
| 86                         | Torjus Sleen (NOR)               | 81.                        |
| 87                         | Jonas Gregaard (DEN)             | 43.                        |

| Quick-Step Alpha Vinyl QST | Quick-Step Alpha Vinyl QST      | Quick-Step Alpha Vinyl QST |
| -------------------------- | ------------------------------- | -------------------------- |
| Nr.                        | Rytter                          | Placering                  |
| 91                         | Andrea Bagioli (ITA)            | 16.                        |
| 92                         | Mattia Cattaneo (ITA)           | 34.                        |
| 93                         | Rémi Cavagna (FRA) (landevej)   | 70.                        |
| 94                         | Josef Černý (CZE) (enkeltstart) | DNF-2                      |
| 95                         | Dries Devenyns (BEL)            | DNF-8                      |
| 96                         | Mikkel Honoré (DEN)             | 47.                        |
| 97                         | Jannik Steimle (GER)            | DNF-8                      |

| BikeExchange-Jayco BEX | BikeExchange-Jayco BEX      | BikeExchange-Jayco BEX |
| ---------------------- | --------------------------- | ---------------------- |
| Nr.                    | Rytter                      | Placering              |
| 101                    | Dylan Groenewegen (NED)     | DNS-7                  |
| 102                    | Kevin Colleoni (ITA)        | 117.                   |
| 103                    | Luke Durbridge (AUS)        | 118.                   |
| 104                    | Alexander Edmondson (AUS)   | DNF-8                  |
| 105                    | Tsgabu Grmay (ETH)          | 115.                   |
| 106                    | Amund Grøndahl Jansen (NOR) | 116.                   |
| 107                    | Nick Schultz (AUS)          | 26.                    |

| UAE Team Emirates UAD | UAE Team Emirates UAD      | UAE Team Emirates UAD |
| --------------------- | -------------------------- | --------------------- |
| Nr.                   | Rytter                     | Placering             |
| 111                   | Brandon McNulty (USA)      | 11.                   |
| 112                   | Ivo Oliveira (POR)         | 110.                  |
| 113                   | Andrés Camilo Ardila (COL) | 87.                   |
| 114                   | Juan Ayuso (ESP)           | DNS-6                 |
| 115                   | George Bennett (NZL)       | 20.                   |
| 116                   | Sebastián Molano (COL)     | DQ-6                  |
| 117                   | Oliviero Troia (ITA)       | DNF-8                 |

| Trek-Segafredo TFS | Trek-Segafredo TFS                           | Trek-Segafredo TFS |
| ------------------ | -------------------------------------------- | ------------------ |
| Nr.                | Rytter                                       | Placering          |
| 121                | Antonio Tiberi (ITA)                         | 66.                |
| 122                | Julien Bernard (FRA)                         | 104.               |
| 123                | Kenny Elissonde (FRA)                        | 22.                |
| 124                | Tony Gallopin (FRA)                          | 62.                |
| 125                | Toms Skujiņš (LAT) (landevej og enkeltstart) | 33.                |
| 126                | Jasper Stuyven (BEL)                         | DNF-8              |
| 127                | Antwan Tolhoek (NED)                         | 107.               |

| Cofidis COF | Cofidis COF           | Cofidis COF |
| ----------- | --------------------- | ----------- |
| Nr.         | Rytter                | Placering   |
| 131         | Benjamin Thomas (FRA) | 58.         |
| 132         | François Bidard (FRA) | 100.        |
| 133         | Thomas Champion (FRA) | 58.         |
| 134         | Eddy Finé (FRA)       | 103.        |
| 135         | Simon Geschke (GER)   | 38.         |
| 136         | Victor Lafay (FRA)    | 76.         |
| 137         | Hugo Toumire (FRA)    | 46.         |

| TotalEnergies TEN | TotalEnergies TEN          | TotalEnergies TEN |
| ----------------- | -------------------------- | ----------------- |
| Nr.               | Rytter                     | Placering         |
| 141               | Alexis Vuillermoz (FRA)    | 35.               |
| 142               | Edvald Boasson Hagen (NOR) | 95.               |
| 143               | Fabien Doubey (FRA)        | 85.               |
| 144               | Sandy Dujardin (FRA)       | DNF-7             |
| 145               | Valentin Ferron (FRA)      | 119.              |
| 146               | Fabien Grellier (FRA)      | 99.               |
| 147               | Dries Van Gestel (BEL)     | 123.              |

| EF Education-EasyPost EFE | EF Education-EasyPost EFE | EF Education-EasyPost EFE |
| ------------------------- | ------------------------- | ------------------------- |
| Nr.                       | Rytter                    | Placering                 |
| 151                       | Mark Padun (UKR)          | 113.                      |
| 152                       | Ruben Guerreiro (POR)     | 9.                        |
| 153                       | Esteban Chaves (COL)      | 7.                        |
| 154                       | Owain Doull (GBR)         | 91.                       |
| 155                       | Jens Keukeleire (BEL)     | 102.                      |
| 156                       | Sean Quinn (USA)          | 80.                       |
| 157                       | James Shaw (GBR)          | 86.                       |

| Arkéa-Samsic ARK | Arkéa-Samsic ARK         | Arkéa-Samsic ARK |
| ---------------- | ------------------------ | ---------------- |
| Nr.              | Rytter                   | Placering        |
| 161              | Warren Barguil (FRA)     | 24.              |
| 162              | Maxime Bouet (FRA)       | 44.              |
| 163              | Anthony Delaplace (FRA)  | 78.              |
| 164              | Thibault Guernalec (FRA) | 96.              |
| 165              | Simon Guglielmi (FRA)    | 29.              |
| 166              | Matis Louvel (FRA)       | 60.              |
| 167              | Łukasz Owsian (POL)      | 79.              |

| Intermarché-Wanty-Gobert Matériaux IWG | Intermarché-Wanty-Gobert Matériaux IWG | Intermarché-Wanty-Gobert Matériaux IWG |
| -------------------------------------- | -------------------------------------- | -------------------------------------- |
| Nr.                                    | Rytter                                 | Placering                              |
| 171                                    | Jan Hirt (CZE)                         | 18.                                    |
| 172                                    | Jan Bakelants (BEL)                    | 57.                                    |
| 173                                    | Kobe Goossens (BEL)                    | 27.                                    |
| 174                                    | Laurens Huys (BEL)                     | 90.                                    |
| 175                                    | Julius Johansen (DEN)                  | 125.                                   |
| 176                                    | Louis Meintjes (RSA)                   | 6.                                     |
| 177                                    | Hugo Page (FRA)                        | 69.                                    |

| Astana Qazaqstan Team AST | Astana Qazaqstan Team AST   | Astana Qazaqstan Team AST |
| ------------------------- | --------------------------- | ------------------------- |
| Nr.                       | Rytter                      | Placering                 |
| 181                       | Samuele Battistella (ITA)   | 94.                       |
| 182                       | Stefan de Bod (RSA)         | 42.                       |
| 183                       | Jurij Natarov (KAZ)         | 105.                      |
| 184                       | Aljaksandr Rabusjenka (BLR) | 83.                       |
| 185                       | Javier Romo (ESP)           | 72.                       |
| 186                       | Simone Velasco (ITA)        | 59.                       |
| 187                       | Andrej Zejts (KAZ)          | 25.                       |

| Lotto-Soudal LTS | Lotto-Soudal LTS         | Lotto-Soudal LTS |
| ---------------- | ------------------------ | ---------------- |
| Nr.              | Rytter                   | Placering        |
| 191              | Steff Cras (BEL)         | 14.              |
| 192              | Carlos Barbero (ESP)     | 120.             |
| 193              | Filippo Conca (ITA)      | 74.              |
| 194              | Sébastien Grignard (BEL) | 101.             |
| 195              | Harry Sweeny (AUS)       | 92.              |
| 196              | Maxim Van Gils (BEL)     | 41.              |
| 197              | Xandres Vervloesem (BEL) | DNF-8            |

| Team DSM DSM | Team DSM DSM             | Team DSM DSM |
| ------------ | ------------------------ | ------------ |
| Nr.          | Rytter                   | Placering    |
| 201          | Niklas Märkl (GER)       | DNF-1        |
| 202          | Marco Brenner (GER)      | 114.         |
| 203          | Romain Combaud (FRA)     | 75.          |
| 204          | Mark Donovan (GBR)       | 39.          |
| 205          | Leon Heinschke (GER)     | DNF-6        |
| 206          | Henri Vandenabeele (BEL) | DNF-2        |
| 207          | Kevin Vermaerke (USA)    | 31.          |

| B&B Hotels-KTM BBK | B&B Hotels-KTM BBK          | B&B Hotels-KTM BBK |
| ------------------ | --------------------------- | ------------------ |
| Nr.                | Rytter                      | Placering          |
| 211                | Luca Mozzato (ITA)          | DNF-7              |
| 212                | Franck Bonnamour (FRA)      | 61.                |
| 213                | Alexis Gougeard (FRA)       | DNF-6              |
| 214                | Miguel Heidemann (GER)      | 111.               |
| 215                | Eliot Lietaer (BEL)         | 56.                |
| 216                | Pierre Rolland (FRA)        | 54.                |
| 217                | Sebastian Schönberger (AUT) | 51.                |

| Ineos Grenadiers IGD | Ineos Grenadiers IGD              | Ineos Grenadiers IGD |
| -------------------- | --------------------------------- | -------------------- |
| Nr.                  | Rytter                            | Placering            |
| 1                    | Tao Geoghegan Hart (GBR)          | 8.                   |
| 2                    | Andrey Amador (CRC)               | 88.                  |
| 3                    | Eddie Dunbar (IRL)                | 30.                  |
| 4                    | Laurens De Plus (BEL)             | 67.                  |
| 5                    | Filippo Ganna (ITA) (enkeltstart) | 82.                  |
| 6                    | Ethan Hayter (GBR) (enkeltstart)  | 15.                  |
| 7                    | Michał Kwiatkowski (POL)          | DNF-6                |

| Bora-Hansgrohe BOH | Bora-Hansgrohe BOH              | Bora-Hansgrohe BOH |
| ------------------ | ------------------------------- | ------------------ |
| Nr.                | Rytter                          | Placering          |
| 11                 | Patrick Konrad (AUT) (landevej) | 12.                |
| 12                 | Matteo Fabbro (ITA)             | 48.                |
| 13                 | Wilco Kelderman (NED)           | 28.                |
| 14                 | Jordi Meeus (BEL)               | DNS-7              |
| 15                 | Nils Politt (GER)               | 65.                |
| 16                 | Lukas Pöstlberger (AUT)         | 106.               |
| 17                 | Matthew Walls (GBR)             | DNF-5              |

| Bahrain Victorious TBV | Bahrain Victorious TBV  | Bahrain Victorious TBV |
| ---------------------- | ----------------------- | ---------------------- |
| Nr.                    | Rytter                  | Placering              |
| 21                     | Jack Haig (AUS)         | 5.                     |
| 22                     | Phil Bauhaus (GER)      | DNF-2                  |
| 23                     | Damiano Caruso (ITA)    | 4.                     |
| 24                     | Kamil Gradek (POL)      | 124.                   |
| 25                     | Heinrich Haussler (AUS) | DNF-8                  |
| 26                     | Luis León Sánchez (ESP) | 23.                    |
| 27                     | Dylan Teuns (BEL)       | DNF-8                  |

| Movistar Team MOV | Movistar Team MOV       | Movistar Team MOV |
| ----------------- | ----------------------- | ----------------- |
| Nr.               | Rytter                  | Placering         |
| 31                | Enric Mas (ESP)         | DNS-8             |
| 32                | Imanol Erviti (ESP)     | DNF-1             |
| 33                | Gorka Izagirre (ESP)    | 64.               |
| 34                | Mathias Norsgaard (DEN) | 121.              |
| 35                | Matteo Jorgenson (USA)  | 13.               |
| 36                | Gregor Mühlberger (AUT) | 63.               |
| 37                | Carlos Verona (ESP)     | 19.               |

| Jumbo-Visma TJV | Jumbo-Visma TJV                | Jumbo-Visma TJV |
| --------------- | ------------------------------ | --------------- |
| Nr.             | Rytter                         | Placering       |
| 41              | Primož Roglič (SLO)            | 1.              |
| 42              | Tiesj Benoot (BEL)             | 71.             |
| 43              | Chris Harper (AUS)             | 108.            |
| 44              | Steven Kruijswijk (NED)        | 21.             |
| 45              | Christophe Laporte (FRA)       | DNF-8           |
| 46              | Wout van Aert (BEL) (landevej) | 49.             |
| 47              | Jonas Vingegaard (DEN)         | 2.              |

| AG2R Citroën Team ACT | AG2R Citroën Team ACT        | AG2R Citroën Team ACT |
| --------------------- | ---------------------------- | --------------------- |
| Nr.                   | Rytter                       | Placering             |
| 51                    | Ben O'Connor (AUS)           | 3.                    |
| 52                    | Geoffrey Bouchard (FRA)      | 36.                   |
| 53                    | Stan Dewulf (BEL)            | 89.                   |
| 54                    | Oliver Naesen (BEL)          | 77.                   |
| 55                    | Aurélien Paret-Peintre (FRA) | 50.                   |
| 56                    | Greg Van Avermaet (BEL)      | 93.                   |
| 57                    | Clément Venturini (FRA)      | 84.                   |

| Groupama-FDJ GFC | Groupama-FDJ GFC                              | Groupama-FDJ GFC |
| ---------------- | --------------------------------------------- | ---------------- |
| Nr.              | Rytter                                        | Placering        |
| 61               | David Gaudu (FRA)                             | 17.              |
| 62               | Bruno Armirail (FRA)                          | 55.              |
| 63               | Kevin Geniets (LUX) (landevej og enkeltstart) | 32.              |
| 64               | Olivier Le Gac (FRA)                          | 98.              |
| 65               | Valentin Madouas (FRA)                        | 45.              |
| 66               | Rudy Molard (FRA)                             | 37.              |
| 67               | Michael Storer (AUS)                          | 40.              |

| Israel-Premier Tech IPT | Israel-Premier Tech IPT            | Israel-Premier Tech IPT |
| ----------------------- | ---------------------------------- | ----------------------- |
| Nr.                     | Rytter                             | Placering               |
| 71                      | Chris Froome (GBR)                 | DNS-7                   |
| 72                      | Simon Clarke (AUS)                 | 68.                     |
| 73                      | Omer Goldstein (ISR) (enkeltstart) | 73.                     |
| 74                      | Taj Jones (AUS)                    | DNF-6                   |
| 75                      | Guy Niv (ISR)                      | 97.                     |
| 76                      | James Piccoli (CAN)                | 53.                     |
| 77                      | Guy Sagiv (ISR)                    | DNF-7                   |

| Uno-X Pro Cycling Team UXT | Uno-X Pro Cycling Team UXT       | Uno-X Pro Cycling Team UXT |
| -------------------------- | -------------------------------- | -------------------------- |
| Nr.                        | Rytter                           | Placering                  |
| 81                         | Tobias Halland Johannessen (NOR) | 10.                        |
| 82                         | Idar Andersen (NOR)              | 122.                       |
| 83                         | Anthon Charmig (DEN)             | 109.                       |
| 84                         | Niklas Eg (DEN)                  | DNF-1                      |
| 85                         | Anders Skaarseth (NOR)           | 52.                        |
| 86                         | Torjus Sleen (NOR)               | 81.                        |
| 87                         | Jonas Gregaard (DEN)             | 43.                        |

| Quick-Step Alpha Vinyl QST | Quick-Step Alpha Vinyl QST      | Quick-Step Alpha Vinyl QST |
| -------------------------- | ------------------------------- | -------------------------- |
| Nr.                        | Rytter                          | Placering                  |
| 91                         | Andrea Bagioli (ITA)            | 16.                        |
| 92                         | Mattia Cattaneo (ITA)           | 34.                        |
| 93                         | Rémi Cavagna (FRA) (landevej)   | 70.                        |
| 94                         | Josef Černý (CZE) (enkeltstart) | DNF-2                      |
| 95                         | Dries Devenyns (BEL)            | DNF-8                      |
| 96                         | Mikkel Honoré (DEN)             | 47.                        |
| 97                         | Jannik Steimle (GER)            | DNF-8                      |

| BikeExchange-Jayco BEX | BikeExchange-Jayco BEX      | BikeExchange-Jayco BEX |
| ---------------------- | --------------------------- | ---------------------- |
| Nr.                    | Rytter                      | Placering              |
| 101                    | Dylan Groenewegen (NED)     | DNS-7                  |
| 102                    | Kevin Colleoni (ITA)        | 117.                   |
| 103                    | Luke Durbridge (AUS)        | 118.                   |
| 104                    | Alexander Edmondson (AUS)   | DNF-8                  |
| 105                    | Tsgabu Grmay (ETH)          | 115.                   |
| 106                    | Amund Grøndahl Jansen (NOR) | 116.                   |
| 107                    | Nick Schultz (AUS)          | 26.                    |

| UAE Team Emirates UAD | UAE Team Emirates UAD      | UAE Team Emirates UAD |
| --------------------- | -------------------------- | --------------------- |
| Nr.                   | Rytter                     | Placering             |
| 111                   | Brandon McNulty (USA)      | 11.                   |
| 112                   | Ivo Oliveira (POR)         | 110.                  |
| 113                   | Andrés Camilo Ardila (COL) | 87.                   |
| 114                   | Juan Ayuso (ESP)           | DNS-6                 |
| 115                   | George Bennett (NZL)       | 20.                   |
| 116                   | Sebastián Molano (COL)     | DQ-6                  |
| 117                   | Oliviero Troia (ITA)       | DNF-8                 |

| Trek-Segafredo TFS | Trek-Segafredo TFS                           | Trek-Segafredo TFS |
| ------------------ | -------------------------------------------- | ------------------ |
| Nr.                | Rytter                                       | Placering          |
| 121                | Antonio Tiberi (ITA)                         | 66.                |
| 122                | Julien Bernard (FRA)                         | 104.               |
| 123                | Kenny Elissonde (FRA)                        | 22.                |
| 124                | Tony Gallopin (FRA)                          | 62.                |
| 125                | Toms Skujiņš (LAT) (landevej og enkeltstart) | 33.                |
| 126                | Jasper Stuyven (BEL)                         | DNF-8              |
| 127                | Antwan Tolhoek (NED)                         | 107.               |

| Cofidis COF | Cofidis COF           | Cofidis COF |
| ----------- | --------------------- | ----------- |
| Nr.         | Rytter                | Placering   |
| 131         | Benjamin Thomas (FRA) | 58.         |
| 132         | François Bidard (FRA) | 100.        |
| 133         | Thomas Champion (FRA) | 58.         |
| 134         | Eddy Finé (FRA)       | 103.        |
| 135         | Simon Geschke (GER)   | 38.         |
| 136         | Victor Lafay (FRA)    | 76.         |
| 137         | Hugo Toumire (FRA)    | 46.         |

| TotalEnergies TEN | TotalEnergies TEN          | TotalEnergies TEN |
| ----------------- | -------------------------- | ----------------- |
| Nr.               | Rytter                     | Placering         |
| 141               | Alexis Vuillermoz (FRA)    | 35.               |
| 142               | Edvald Boasson Hagen (NOR) | 95.               |
| 143               | Fabien Doubey (FRA)        | 85.               |
| 144               | Sandy Dujardin (FRA)       | DNF-7             |
| 145               | Valentin Ferron (FRA)      | 119.              |
| 146               | Fabien Grellier (FRA)      | 99.               |
| 147               | Dries Van Gestel (BEL)     | 123.              |

| EF Education-EasyPost EFE | EF Education-EasyPost EFE | EF Education-EasyPost EFE |
| ------------------------- | ------------------------- | ------------------------- |
| Nr.                       | Rytter                    | Placering                 |
| 151                       | Mark Padun (UKR)          | 113.                      |
| 152                       | Ruben Guerreiro (POR)     | 9.                        |
| 153                       | Esteban Chaves (COL)      | 7.                        |
| 154                       | Owain Doull (GBR)         | 91.                       |
| 155                       | Jens Keukeleire (BEL)     | 102.                      |
| 156                       | Sean Quinn (USA)          | 80.                       |
| 157                       | James Shaw (GBR)          | 86.                       |

| Arkéa-Samsic ARK | Arkéa-Samsic ARK         | Arkéa-Samsic ARK |
| ---------------- | ------------------------ | ---------------- |
| Nr.              | Rytter                   | Placering        |
| 161              | Warren Barguil (FRA)     | 24.              |
| 162              | Maxime Bouet (FRA)       | 44.              |
| 163              | Anthony Delaplace (FRA)  | 78.              |
| 164              | Thibault Guernalec (FRA) | 96.              |
| 165              | Simon Guglielmi (FRA)    | 29.              |
| 166              | Matis Louvel (FRA)       | 60.              |
| 167              | Łukasz Owsian (POL)      | 79.              |

| Intermarché-Wanty-Gobert Matériaux IWG | Intermarché-Wanty-Gobert Matériaux IWG | Intermarché-Wanty-Gobert Matériaux IWG |
| -------------------------------------- | -------------------------------------- | -------------------------------------- |
| Nr.                                    | Rytter                                 | Placering                              |
| 171                                    | Jan Hirt (CZE)                         | 18.                                    |
| 172                                    | Jan Bakelants (BEL)                    | 57.                                    |
| 173                                    | Kobe Goossens (BEL)                    | 27.                                    |
| 174                                    | Laurens Huys (BEL)                     | 90.                                    |
| 175                                    | Julius Johansen (DEN)                  | 125.                                   |
| 176                                    | Louis Meintjes (RSA)                   | 6.                                     |
| 177                                    | Hugo Page (FRA)                        | 69.                                    |

| Astana Qazaqstan Team AST | Astana Qazaqstan Team AST   | Astana Qazaqstan Team AST |
| ------------------------- | --------------------------- | ------------------------- |
| Nr.                       | Rytter                      | Placering                 |
| 181                       | Samuele Battistella (ITA)   | 94.                       |
| 182                       | Stefan de Bod (RSA)         | 42.                       |
| 183                       | Jurij Natarov (KAZ)         | 105.                      |
| 184                       | Aljaksandr Rabusjenka (BLR) | 83.                       |
| 185                       | Javier Romo (ESP)           | 72.                       |
| 186                       | Simone Velasco (ITA)        | 59.                       |
| 187                       | Andrej Zejts (KAZ)          | 25.                       |

| Lotto-Soudal LTS | Lotto-Soudal LTS         | Lotto-Soudal LTS |
| ---------------- | ------------------------ | ---------------- |
| Nr.              | Rytter                   | Placering        |
| 191              | Steff Cras (BEL)         | 14.              |
| 192              | Carlos Barbero (ESP)     | 120.             |
| 193              | Filippo Conca (ITA)      | 74.              |
| 194              | Sébastien Grignard (BEL) | 101.             |
| 195              | Harry Sweeny (AUS)       | 92.              |
| 196              | Maxim Van Gils (BEL)     | 41.              |
| 197              | Xandres Vervloesem (BEL) | DNF-8            |

| Team DSM DSM | Team DSM DSM             | Team DSM DSM |
| ------------ | ------------------------ | ------------ |
| Nr.          | Rytter                   | Placering    |
| 201          | Niklas Märkl (GER)       | DNF-1        |
| 202          | Marco Brenner (GER)      | 114.         |
| 203          | Romain Combaud (FRA)     | 75.          |
| 204          | Mark Donovan (GBR)       | 39.          |
| 205          | Leon Heinschke (GER)     | DNF-6        |
| 206          | Henri Vandenabeele (BEL) | DNF-2        |
| 207          | Kevin Vermaerke (USA)    | 31.          |

| B&B Hotels-KTM BBK | B&B Hotels-KTM BBK          | B&B Hotels-KTM BBK |
| ------------------ | --------------------------- | ------------------ |
| Nr.                | Rytter                      | Placering          |
| 211                | Luca Mozzato (ITA)          | DNF-7              |
| 212                | Franck Bonnamour (FRA)      | 61.                |
| 213                | Alexis Gougeard (FRA)       | DNF-6              |
| 214                | Miguel Heidemann (GER)      | 111.               |
| 215                | Eliot Lietaer (BEL)         | 56.                |
| 216                | Pierre Rolland (FRA)        | 54.                |
| 217                | Sebastian Schönberger (AUT) | 51.                |